# New Milton
New Milton – miasteczko w południowym Hampshire w Anglii usytuowane na skraju Parku Narodowego New Forest, 19 km na wschód od Bournemouth.
New Milton składa się z czterech dzielnic: Old Milton, Bashley, Ashley i Barton-On-Sea. Liczba mieszkańców wynosi ok. 23000. Miasteczko posiada niewielką ulicę handlową, ponadto w każdą środę zjeżdżają się tu handlarze prowadzący handel obwoźny.

## Historia
Historia miasta sięga czasów wiktoriańskich i związana jest z otwarciem stacji kolejowej na trasie Londyn – Poole/Weymouth. W latach 1941–1943 miasto było bombardowane przez Luftwaffe. Podczas II wojny światowej był tutaj szpital dla rannych żołnierzy (Barton on Sea).
Zabytki:
- wieża ciśnień wybudowana w stylu Tudorów w 1900 roku;
- żelbetonowy most w Chewton z 1900 roku.